# Quenya
Il quenya (AFI: /ˈkwɛnja/; in tengwar ) è una lingua artificiale di Arda, l'universo immaginario fantasy creato dallo scrittore inglese J. R. R. Tolkien.
Denominato qenya fino alla seconda metà degli anni quaranta, venne sviluppato ininterrottamente a partire dal 1912 fino alla morte del suo creatore.
Parlato dalle razze elfiche dei noldor e dei vanyar, che raggiunsero Valinor e poi migrarono verso la Terra di Mezzo, il quenya è un idioma fittizio ma grammaticalmente e storicamente realistico. Originario di Aman, sarebbe poi stato sviluppato dagli eldar sulla base di una lingua precedente, denominata eldarin comune, mantenendo ancora tutte le caratteristiche principali del primo linguaggio elfico.
Quest'idioma, come gli altri linguaggi ideati da Tolkien, è il risultato di processi linguistici "graduali" comuni a tutte le lingue elfiche, con le quali infatti condivide buona parte del lessico, della grammatica e della fonologia. Fuori da Aman questa lingua, nonostante la sua "fama" di lingua letteraria, venne presto soppiantata dal sindarin, rimanendo in uso solo presso i più colti o come lingua scritta.
Essendo stata creata puramente per scopi artistici, questa lingua non ha tuttora regolazioni ufficiali, nonostante ci siano molte fonti e siti considerati autorevoli dagli esperti e dagli appassionati della lingua. Tuttavia buona parte del lavoro svolto da Tolkien è inedito.
Da un punto di vista grammaticale la lingua ha un complesso sistema flessivo, ispirato principalmente al finlandese, e un gran numero di affissi e prefissi. Da un punto di vista fonetico, invece, la lingua è molto simile al latino e alle lingue romanze, in particolare lo spagnolo e l'italiano.

## Storia esterna
(Christopher Tolkien, dal programma TV J.R.R. Tolkien - A Portrait)
Il quenya deve la sua origine ad altri tre linguaggi: nel 1905, il giovane Tolkien (già impegnato nello studio del latino e dell'anglosassone) sentì due sue cugine (Mary e Marjorie Incledon) parlare in un linguaggio alquanto bizzarro, che usava solo nomi di animali e di numeri per formare parole di senso compiuto; intrigato e divertito da questa scoperta, iniziò a parlarlo anche lui. Tempo dopo, gli stessi che avevano ideato il primo linguaggio, insieme ad alcuni amici e compagni di scuola del giovane Tolkien, ne crearono un altro, probabilmente spinti dall'idea di creare una lingua segreta, comprensibile solo per loro. Tale linguaggio, denominato nevbosh, era formato da vocaboli inglesi, latini o francesi storpiati o invertiti. Tuttavia, col passare del tempo l'inversione e la storpiatura non bastarono più ai creatori del nevbosh, che iniziarono a inventare nuovi termini (per esempio lint, ovvero "veloce", rintracciabile anche in lingue successive tra cui nel quenya linta). Questa nuova versione quasi interamente ideata da Tolkien prese il nome di naffarin, e dai pochi testi rinvenuti pare assai più simile alle future lingue elfiche rispetto al nevbosh, molto più grezzo e informale.
Un primo embrione di quenya venne sviluppato dall'autore intorno al 1910-1911, ma il nome qenya (ancora scritto senza la u) apparve solo intorno al 1915. Tolkien a quei tempi studiava al liceo di Exeter, dove dimostrò un buon talento per le lingue e una spiccata capacità creativa. In poco tempo prese familiarità con diverse lingue antiche e moderne: il norreno, lo spagnolo, l'italiano, l'inglese antico, il gotico, il latino e il greco (sia antico sia moderno). Le lingue nordiche in particolare lo portarono in poco tempo a prendere spunto per il suo legendarium dalla mitologia nordica; è da sottolineare specialmente l'enorme importanza di opere come l'Edda in poesia o l'Edda in prosa di Snorri Sturluson o delle opere in lingua anglosassone che furono particolarmente d'ispirazione per Tolkien. Nel 1914 egli si trovò a studiare un frammento del poema Cristo di Cynewulf, scritto in anglosassone, che può essere considerato di enorme importanza per una buona parte del legendarium tolkieniano.
(Vv. 105-106 dell'opera Cristo di Cynewulf)
Questa frase si ritrova con molte similitudini anche ne Le due torri, nel quale è fatta pronunciare a Frodo dentro la tana di Shelob:
(Il Signore degli Anelli - Il ritorno del re, all'interno della tana di Shelob; Il Signore degli Anelli, Le due torri, Libro IV, Capitolo IX, p. 869)
Le somiglianze semantiche dei due testi sono palesi, tuttavia è da sottolineare anche la somiglianza fonetica tra il termine quenya aiya ed il termine anglosassone éala (entrambi con il significato di "salve") e tra i nomi Eärendil ed Earendel.
In un periodo più tardo Tolkien conobbe anche il finlandese, una scoperta per lui molto importante. Infatti, anni dopo, scrisse proprio a questo proposito:
(J.R.R. Tolkien, lettera 163)
Tale lingua portò Tolkien ad entrare sempre più in contatto con testi nordici come il Kalevala, la cui influenza è riscontrabile per esempio nei racconti riguardanti Túrin Turambar o nel manoscritto incompiuto La storia di Kullervo.

Anche l'italiano, sebbene in misura minore, ebbe un forte impatto sullo scrittore.
Tolkien concepì il quenya ancora prima di creare Arda ed i suoi popoli, imitando i meccanismi delle lingue naturali. Fece seguire a tale lingua un proprio corso storico, diversificandosi in numerosi dialetti. L'autore ideò anche altre lingue (sebbene non altrettanto sviluppate) che erano imparentate con il quenya ma ben distinte da esso, per via della separazione delle diverse popolazioni elfiche durante le Ere di Arda.
(J.R.R. Tolkien, lettera pubblicata su Parma Eldalamberon)
Tolkien non smise mai, fino alla morte, di modificare e sviluppare il quenya (al contrario di quanto successe al sindarin, che, dopo alcune revisioni fondamentali, venne "abbandonato" quasi totalmente). Sia la grammatica sia il vocabolario furono sottoposti per decenni a continue modifiche, a volte radicali, che rendono molto diversi tra loro il quenya originario da quello maturo. Anche il nome del linguaggio subì alcuni cambiamenti: al momento della sua creazione era chiamato qenya eldarissa o semplicemente qenya, nome che rimase fino agli anni venti, quando venne modificato in favore della forma più breve e sonora quenya.

### Le influenze delle altre lingue
(J.R.R. Tolkien, lettera 176)
Il quenya è la lingua ideata da Tolkien più completa e ricca di vocaboli. L'autore si basò principalmente sulle seguenti lingue: il finlandese, il latino, il greco antico, l'italiano e lo spagnolo.
- Finlandese: l'autore vi si ispirò per la forma sintattica e grammaticale, i pronomi enclitici, buona parte dei casi e parecchi vocaboli. Col passare del tempo le somiglianze con il finlandese tesero a sbiadire, senza tuttavia scomparire mai del tutto.[7]
- Latino: vi è soprattutto una derivazione fonetica, per quanto riguarda sia i suoni, sia gli accenti.[8]
- Greco moderno e greco antico: nonostante l'amore di Tolkien per questa lingua, soltanto anni dopo la sua morte ne sono state rilevate le somiglianze; molti suoni inesistenti in latino sono chiaramente ripresi dal greco. Inoltre, riguardo ai tempi verbali, il quenya e il greco hanno alcuni nessi riguardanti soprattutto il tempo perfetto (che ha un aumento simile a quello dell'imperfetto greco), alcune desinenze simili tra i tempi di presente e passato (aoristo greco) e il cosiddetto aoristo quenya. Tuttavia va sottolineato che l'aoristo quenya ha un utilizzo del tutto diverso da quello greco (vedi paragrafo: I verbi, l'aoristo). I pronomi enclitici sono quasi completamente adottati dal finlandese, tuttavia alcune desinenze hanno similitudini con la lingua greca (es: greco moderno μας (pr. mas) "nostro/a" e quenya -mma). I pronomi enfatici quenya come quelli greci iniziano per e- in greco/greco moderno ἐ-/ε- (pr. e-/e-). Una delle due particelle di negazione del greco οὐ/οὐκ (pr. u/uk) ha lo stesso valore fonetico del quenya u di uguale significato. La desinenza -n del dativo quenya si ritrova in casi isolati (pronomi ecc.) anche in greco con la stessa funzione. La pronuncia per quanto concerne i dittonghi generalmente richiama quella moderna nonostante la maggior parte delle parole vengano dal greco antico, tuttavia non mancano parole derivate che conservano la pronuncia antica.[18]
- Spagnolo: soprattutto il suono delle vocali, foneticamente uguali nelle due lingue.[8]
- Italiano e francese: anche qui le somiglianze sono soprattutto fonetiche. Tolkien amava l'italiano quasi quanto il finlandese[15] e lo preferiva nettamente al francese.[19]

(J.R.R. Tolkien, lettera a W.R. Matthews, 1964.)

#### Similitudini e prestiti nei vocaboli quenya
Il lessico del quenya proviene in buona parte dal finlandese e dal greco.

##### Verbi
- anta- "dare", finlandese: antaa "dare"
- ora- "esortare", greco: ὥρα, -ας (pr. hṑra, -as) "(periodo di) tempo"
- panya- "aggiustare, sistemare", finlandese: panna "mettere, sistemare"
- papa- "tremare", greco: πάπ(π)ας, -ου/-ā (pr. pàp(p)as, -u/-ã)  "papà, padre, prete" (ma anche "vecchio", "nonno")
- tul- "venire", finlandese: tul-, tulla "venire"

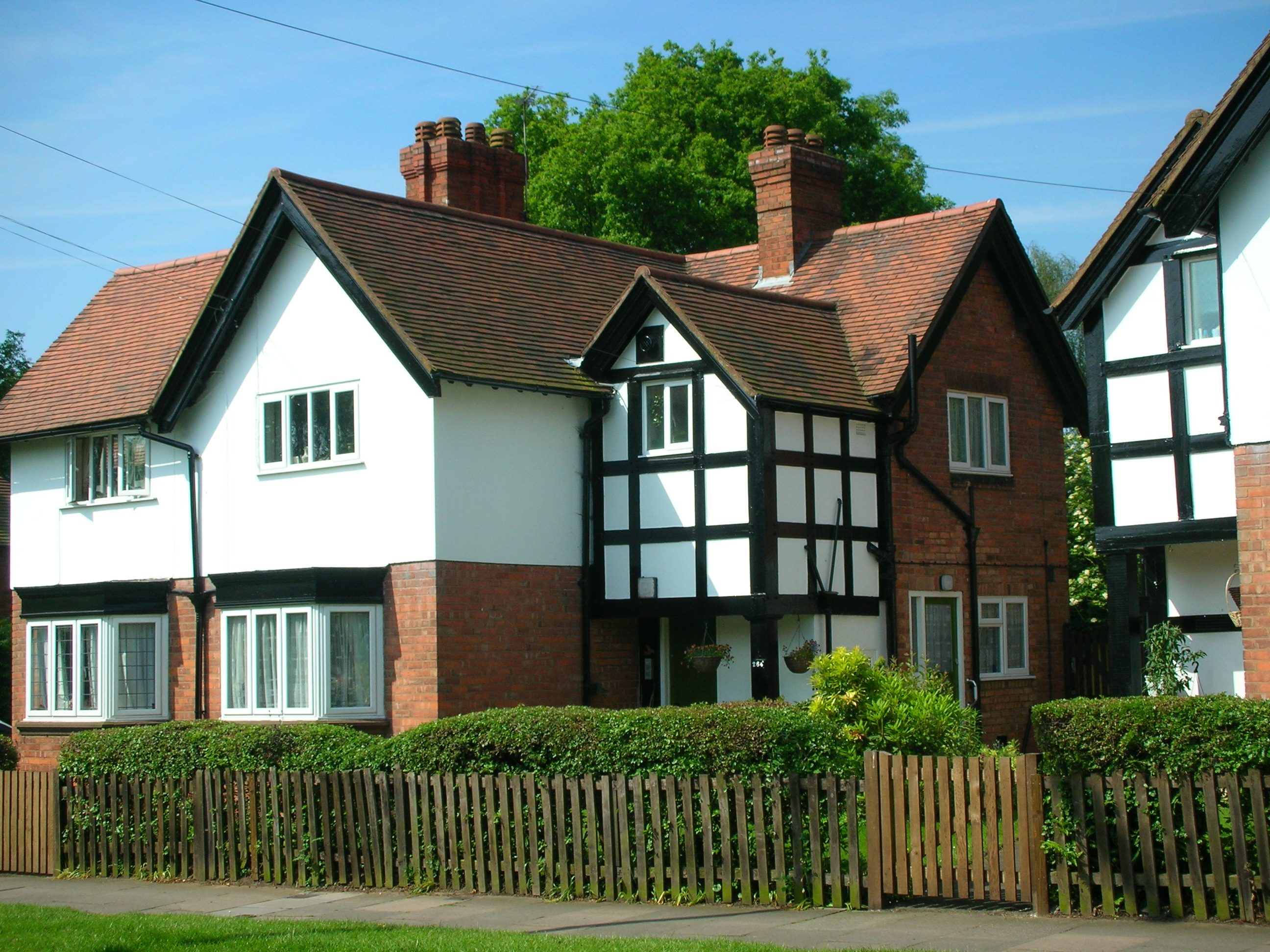
La casa di Tolkien dal 1907 al 1930, dove l'autore scrisse i suoi primi testi in "quenya".

##### Sostantivi
- cala "luce", greco: καλός, -ή, -όν (pr. kalòs, -ḕ, -òn) "bello" e καλῶς (pr. kalṑs) "bene, d'accordo"
- culda, cukina "rosso-oro, rosso acceso, rosso fiamma", finlandese: kulta "oro"
- cúma "vuoto" (indicava il vuoto senza forma, immateriale, in inglese void)[7], finlandese: kuuma "caldo"
- elen "stella", greco: ἑλένη, -ης (pr. helènē, -ēs) "torcia, fiaccola"
- hala "piccolo pesce", finlandese: kala "pesce"
- heri "dama", greco: χείρ, χειρός (pr. chèir, cheiròs) "mano"
- Ilmarë "ancella di Varda", ilmen “regione delle stelle, cielo”, ilmarin "dimora nell'alto dei cieli, dimora di Manwë”, finlandese: ilma “aria” e ilmarinen (diminutivo di ilmari)[7]
- Kalavent-/Kalavún- "nave di luce" (forma arcaica per indicare il sole)[7], finlandese: kalavene "barca da pesca" (cfr. hala "piccolo pesce" da kala "pesce", connesso quindi al significato in finlandese "barca da pesca", mantenendo comunque il significato di "nave di luce" in quenya.)[7]
- lapse "bambino", finlandese: lapsi "bambino"
- lindë[22] "canto, melodia", lingue germaniche linde "soffice, tenero" e lind "drago, serpente", italiano "linda"
- metta "fine", greco: μετά (pr. metà)  "dopo, in seguito, alla fine, tra, in mezzo a, per mezzo di, con"
- nasta "punta di lancia, punta, triangolo", finlandese: nasta "puntina da disegno, spillo"
- ner "uomo", greco: ἀνήρ, ἀνδρός (pr. anḕr, andròs) "uomo"[23]
- oron "monte", greco/greco moderno: ὄρος, -εος/όρος, -ου (pr. hòros, -eos/òros, -u) "monte"
- ráca "lupo", finlandese: raaka "grezzo, crudele, crudo"
- rauta "metallo" in qenya "rame", finlandese: rauta "ferro"
- síre "fiume, corso", greco moderno: σεiρά, -άς (pr. sīrà, -às) "serie"
- tereva "sottile, acuto, pungente", finlandese: terävä "aguzzo, tagliente"
- tië "sentiero, strada", finlandese: tie "sentiero"
- Vala "potere, volontà", finlandese: vala "giuramento"

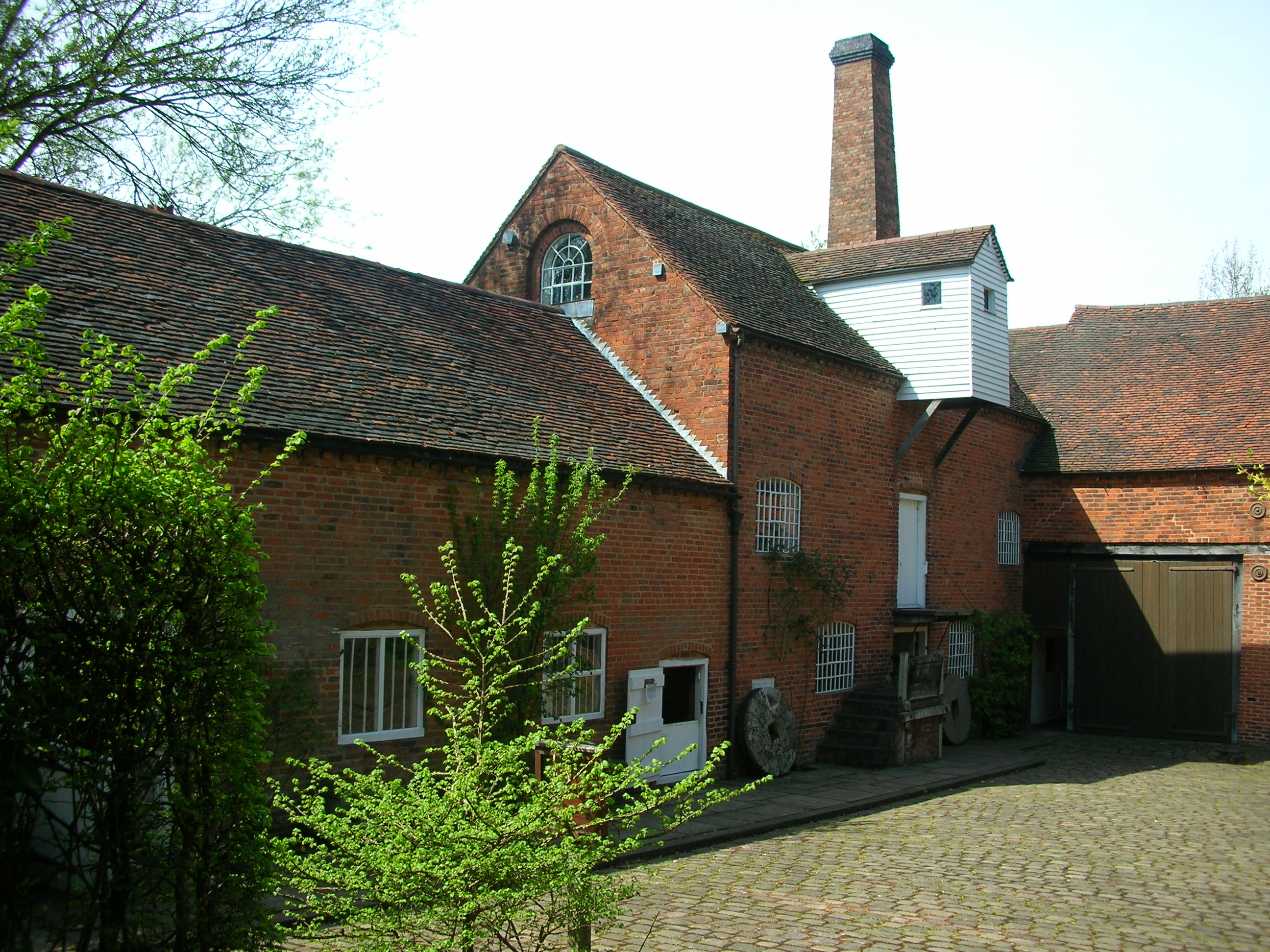
Sarehole Mill, parte dei luoghi che influenzarono il giovane Tolkien nella creazione di molte delle sue ambientazioni, prima fra tutte la Contea.

##### Aggettivi
- arca "stretto", finlandese: arka "timido"
- calima "brillante, luminoso", greco/greco moderno: κάλυμμα, -ατος (pr. kàlymma, -atos/kàlimma, -atos) "velo, coperta, rivestimento, tenda, rete (da pesca)" e spagnolo: calima, alter. da calina, "cielo coperto/oscurato (dalla sabbia), vento caldo, nebbia, foschia, Calima" (dal greco κάλυμμα, -ατος o dal latino caligo, caliginis "oscurità, caligine"); deriv. di cala "luce" più suffisso aggettivale -ima
- linda (forma aggettivale da lindë) "melodioso, musicale, bello, armonioso", vedi lindë
- poica "pulito" e poice "puro", finlandese: poika "ragazzo"
- yerna "vecchio", greco moderno: γερνάω (pr. jernào) "io invecchio" e sostantivi derivati

##### Preposizioni, congiunzioni, desinenze e altro
- ai "se", greco: εἰ (pr. ei), ἐάν (pr. eàn) "se", greco moderno: αω (pr. ao), εάν (pr. eàn) "se"
- an, na, ana, -(e)nna "verso", greco moderno: να (pr. na) "a (solo davanti a verbi all'infinito)"
- ana "verso", greco moderno: ανά (pr. anà) "verso, per, a" ma greco: ἀνὰ (pr. anà), "verso l'alto, in alto, per, durante etc."
- cé "forse", greco moderno: καί (pr. kē) "e, anche, pure, sebbene"
- emme "noi", greco/greco moderno: ἡμεῖς/ημείς (pr. hēmeìs/imis) "noi"
- et, et- "fuori, da", finlandese: eteen "avanti, davanti"
- -ion "figlio di (patronimico/matronimico)", greco moderno: υιός (pr. īòs) ma greco: υἱός (pr: uiòs), "figlio (usato spesso in espressioni formulari)"; es. di utilizzo: Ό Βελλεροφόντης (δέ) υἱός Γλαύκου "Bellerofonte, figlio di Glauco" talvolta υἱός viene sottinteso: Ό Βελλεροφόντης (δέ) ό Γλαύκου[26]
- -llo "da", finlandese: -lla "da, verso, a"
- -mma "nostro", greco moderno: μας (pr. mas) "nostro"
- nai "fa che, possa (esprime desiderio)", greco: ναὶ (pr. nài) "certamente, sicuramente"
- -on "di (genitivo)", greco/greco moderno: -ων~-ῶν/-ων~-ών (pr. -ōn~-ṑn/-on~-òn) "di (genitivo plurale)"
- -sse "in, verso", finlandese: -ssa, -ssä "in" e greco moderno: σε (pr. se) "in, verso"
- u "non", greco: οὐ/οὐκ (pr. u/uk) "non"

### Gli utilizzi del quenya in altre opere
(J.R.R. Tolkien, Le lettere di Babbo Natale)
Tolkien utilizzò la sua lingua, ed in parte il suo legendarium, anche per altri scopi "fuori da Arda". Un chiaro esempio di questo fenomeno sono Le lettere di Babbo Natale, una serie di lettere che l'autore di anno in anno spediva ai figli fingendosi Babbo Natale e raccontando le sue avventure al Polo Nord insieme ai suoi aiutanti. In due casi (le lettere del 1929 e del 1937) Tolkien scrisse alcune frasi in una lingua che può essere facilmente ricondotta al qenya primordiale, definito "quenya artico/qenya" (arctic quenya/qenya). Tali frasi, raccontava Tolkien, erano usate dagli Elfi di Babbo Natale (Red Elven) e dall'Orso polare (Polar Bear), personaggi ricorrenti nelle lettere. Tolkien non intendeva pubblicare queste lettere né era intenzionato a farle pubblicare dalla sua famiglia.
Inoltre in questi scritti si possono ritrovare abbastanza spesso scorci di scrittura elfica (tengwar) o dell'"alfabeto dei Goblin" (cirth), nonché il nome Ilbereth, probabile "progenitore" fiabesco di Elbereth, personaggio del Silmarillion.

## Storia interna
La prima lingua che gli Elfi parlarono, subito dopo il loro risveglio sulle sponde del Lago Cuiviénen, nel 1050 degli Anni degli Alberi fu l'elfico primitivo, che intorno al 1105 si evolse nell'eldarin comune (da cui poi nacquero anche il telerin parlato dai Teleri e il sindarin). Da questa lingua, praticamente immutato, nacque il quenya, che col tempo si evolse in alcuni dialetti reciprocamente comprensibili: il noldorin quenya parlato dai Ñoldor (ossia Ngoldor, oppure Noldor secondo una forma tarda ma più usata) e il vanyarin quenya parlato dai Vanyar.

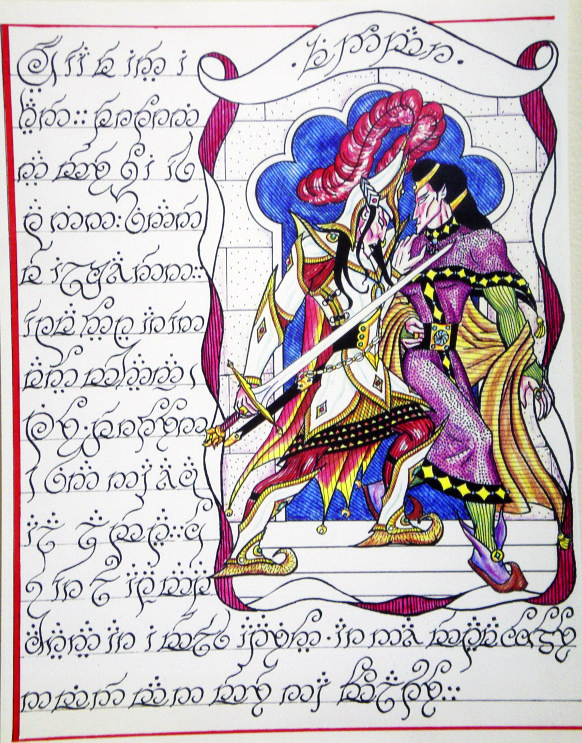
Fëanor e Fingolfin. Fëanor è la versione sindarin del nome quenya Fëanáro, nome composto dagli elementi fëa, "spirito", e nár, "fiamma", e può essere tradotto come "Spirito di Fuoco". Il nome in quenya di Fingolfin era invece Nolofinwë, che significa "saggio Finwë".

Il quenya in breve tempo acquisì importanza, divenendo una delle lingue più importanti di Arda (soprattutto dal punto di vista letterario), nonché la prima ad essere messa per iscritto.
L'invenzione dei primi caratteri elfici è attribuita a Rúmil, inventore delle sarati, poi perfezionate da Fëanor con le tengwar.
I Noldor che si rifugiarono nella Terra di Mezzo, in seguito all'oscuramento di Valinor, parlavano quenya anche con gli altri elfi. Tuttavia, quando Elu Thingol del Doriath, re dei Sindar (Elfi della stirpe dei Teleri che rimasero nel Beleriand anziché raggiungere Valinor) venne a conoscenza del Fratricidio da loro commesso nei confronti dei Teleri nel 1495 degli Anni degli Alberi, proibì l'uso del quenya in tutto il suo regno:
(John Ronald Reuel Tolkien, Il Silmarillion, Vala Quenta, Dei Noldor del Beleriand, p. 158)
I Sindar, comunque, furono lenti ad apprendere la lingua dei Noldor, mentre questi ultimi in quello stesso periodo avevano già acquisito piena padronanza del sindarin (conosciuto anche come La favella del Beleriand).
A metà della Prima Era il quenya fu abbandonato anche nel Beleriand a favore del sindarin, anche dagli stessi Noldor, che cominciarono ad usarla solo come lingua sapienziale. Chiunque parlasse quenya al di fuori di un ambito nobile (ad esempio in casa di Turgon) o in ambito letterario (dove era preferita, come lingua scritta, al sindarin) non veniva visto di buon occhio dai Sindar di quelle regioni.
Nel periodo di massimo splendore di Númenor, il potere dei Dunedain (uomini abitanti di Númenor) crebbe e le loro conoscenze (in tutti i campi del sapere) si andarono ampliando grazie all'amicizia con gli Eldar. Dapprima l'adûnaico e il sindarin erano le uniche lingue parlate e conosciute, ma in seguito, con l'avvento dei primi commerci, colonizzazioni e scambi culturali, tra i grandi signori e tra i Re di Númenor si diffuse anche la favella degli Eldar, fortificando l'antica alleanza tra i due popoli.
Tuttavia, con l'avvento del ventesimo sovrano di Númenor Ar-Adûnakhôr nel 2899 della Seconda Era, ci fu la definitiva, o quasi, emancipazione di Númenor dagli elfi, tanto che il re proclamò il suo nome per la prima volta in adûnaico e non in quenya come era da tradizione. Nel 3102 Ar-Gimilzôr, divenuto ventitreesimo re di Númenor, bandì il quenya dal suo regno, tuttavia poi suo figlio Ar-Inziladûn salito al trono nel 3177, preoccupato per i cattivi rapporti con gli Eldar rese nulla l'abolizione e prese, secondo l'antica usanza, nome in quenya Tar-Palantír. Tuttavia, alla sua morte nel 3255, Ar-Pharazôn, nipote del re, prese, senza diritto, il trono di Númenor, sposando Míriel, figlia di Tar-Palantír, contro il suo volere e, ingannato da Sauron che si era finto suo prigioniero, dichiarò guerra ai Valar, sancendo la definitiva caduta di Númenor, che venne abissata nel mare da Eru per l'oltraggio e, da lì in poi, chiamata Mar-nu-Falmar "l'isola sotto i flutti" e Atalantë "la caduta".
Il quenya usato nella Terra di Mezzo, durante la Terza Era (il periodo corrispondente alle storie narrate ne Il Signore degli Anelli), era divenuto una lingua rituale e conosciuta soprattutto da studiosi e personalità importanti (qualcosa di analogo al latino nel Medioevo). Veniva insomma usato come linguaggio formale e per la scrittura, ma il linguaggio colloquiale era il sindarin. Tuttavia, i Ñoldor ricordavano ancora il quenya e lo consideravano la loro vera lingua madre, come testimoniato dalla reazione di compiacimento degli elfi quando Frodo li saluta con l'espressione Elen síla lúmenn'omentielvo ("Una stella brilla sull'ora del nostro incontro").

### I dialetti del quenya
Dal quenya, come già accennato, si diramarono due dialetti: il[vanyarin quenya parlato dai Vanyar e il noldorin (o noldorin quenya, o “quenya esule”) parlato dai Noldor che lasciarono Aman in esilio durante la Prima Era diretti verso la Terra di Mezzo e il Beleriand. Tuttavia questi due dialetti avevano poche differenze nella grammatica e nella forma e solo alcune nella fonologia tanto che Tolkien considerava i due dialetti ed il quenya lingue praticamente identiche.
(Primi due versi del Namárië in vanyarin quenya e quenya)
In corsivo ci sono le principali differenze.
Il vanyarin o quendya nacque dall'unione del quenya parlato in Aman e il valarin dei Valar e degli Ainur parlato anche fuori da Eä. Il dialetto nato dalle due favelle aveva differenze prevalentemente fonetiche, infatti l'antico fonema þ si trasformò presto in s e nacquero i suoni lb (non consentito in quenya) al posto di lv, ndy al posto di ny, hw al posto di f, z al posto di r e raramente w al posto di v. Oltre poche altre "inflessioni dialettali" all'interno della declinazione di alcuni nomi le uniche altre vere differenze erano nel vocabolario, in parte ereditato dal valarin e caratterizzato da alcune tendenze verso il sindarin. Ad ogni modo, del valarin esistono ben poche informazioni ed è considerato un dialetto solamente in base ai pochi nomi prevalentemente propri presenti nel legendarium tolkieniano.
Il dialetto noldorin aveva ancora meno differenze dell'altro, infatti oltre a rari allungamenti tonici, caduta di vocali o ancor più rari cambi consonantici, non aveva altre differenze tanto da essere considerato da alcuni non tanto un vero e proprio dialetto quanto piuttosto una "parlata" con minime differenze soprattutto in campo fonetico.
Secondo alcuni anche il telerin comune sarebbe da intendersi come un dialetto del Quenya, tuttavia la diffusione e la "nascita" di queste lingue sono quasi parallele e nonostante, soprattutto in seguito allo stabilimento in Aman da parte dei Teleri (1150 ca. P.E.), le due lingue diventarono mutuamente intelligibili, questo fu un fenomeno tardo che mutò entrambe le lingue favorendone la scomparsa a favore del sindarin, del nandorin e del doriathrin sviluppatisi partendo dalla stessa lingua dei Teleri.

### Le parentele con le altre lingue di Arda e le tecniche di Tolkien
Tolkien era un filologo che conosceva i meccanismi di funzionamento di numerose lingue antiche e moderne; non stupisce quindi che fosse in grado di idearne di nuove. Tuttavia egli (contrariamente a quanto si potrebbe comunemente pensare) non inventò le sue lingue per rendere più realistici i propri racconti, anzi il meccanismo era esattamente inverso: erano le sue creazioni linguistiche a dargli continuamente nuovi spunti per le sue storie. Creare lingue era quello che Tolkien considerava il suo "vizio segreto", e per rendere il tutto maggiormente realistico, l'autore creò inizialmente delle "radici comuni" da cui fece poi derivare tutti i vari vocaboli di ogni lingua parlata in Arda.
(John Ronald Reuel Tolkien, Lettera 205)
Tolkien, come dichiarato dal figlio Christopher Tolkien durante un'intervista, non inventò nuovi termini in maniera arbitrale ma li concepì partendo dalle radici, e con l'aggiunta di suffissi e prefissi e con varie mutazioni regolari minuziose anche per quanto riguarda possibili "interventi esterni" diedero vita quasi "naturalmente" ai vocaboli delle sue lingue. Seguendo questo principio è facile capire come le varie lingue (specie quelle elfiche come il quenya o il sindarin) siano necessariamente imparentate tra di loro.
Per capire al meglio questo processo, ecco una serie di comparazioni in cinque (o sei) lingue elfiche (quenya, sindarin, telerin, doriathrin, ilkorin ed Elfico primitivo) più altre sei lingue: l'ovestron (la lingua comune), il khuzdul (la lingua segreta dei nani), il linguaggio nero (la lingua di Mordor, ideata da Sauron), il valarin (la lingua dei Valar), il rohirric (la lingua di Rohan) e l'adûnaico (la lingua di Númenor). A differenza della maggior parte delle lingue elfiche, di queste ultime lingue, fatta eccezione per l'Adûnaico, si conoscono solo poche parole ritrovate nei vari manoscritti di Tolkien, quindi non si può sapere quanto Tolkien ne avesse ulteriormente ampliato la grammatica ed il lessico.
Ecco l'Ave Maria in sindarin e in quenya, da notare le marcate somiglianze tra le due lingue.
(Ave Maria in sindarin di Ryszard Derdzinski a confronto con lo stesso testo in quenya)
Nella tabella qui sotto vengono presi ad esempio alcuni vocaboli con la loro provenienza e la loro forma nella maggior parte delle lingue create da Tolkien.
| Italiano            | Quenya                                                       | Sindarin              | Telerin                   | Doriathrin e ilkorin | Elfico primitivo                   | Radice primitiva                                    | Adûnaic e lingue umaniche | Khuzdul (e neo-khuzdul)               | Linguaggio nero (e neo-linguaggio nero) | Valarin         |
| ------------------- | ------------------------------------------------------------ | --------------------- | ------------------------- | -------------------- | ---------------------------------- | --------------------------------------------------- | ------------------------- | ------------------------------------- | --------------------------------------- | --------------- |
| albero              | alda, ornë                                                   | galadh, orn           | galla                     | orn, gald            | ornê, galadâ                       | ORN-, (O)RÔ(N)-, GAL(AD)-                           | ?                         | zurm                                  | ?                                       | ?               |
| andare              | lelya-                                                       | (en)glenna-, bad-     | delia-                    | ?                    | led-, del(e)-                      | (E)LED-, DELE-                                      | ?                         | ganag                                 | ukh-                                    | ?               |
| anello              | corma                                                        | corf                  | ?                         | ?                    | kormâ                              | COR-MÂ                                              | ?                         | ?                                     | nazg                                    | (a)naškad       |
| cavallo             | rocco                                                        | roch                  | rocca                     | (o)roc               | roko/rokko/rokkô                   | ROC-                                                | karab                     | kharub                                | rûk                                     | næchærra, nahar |
| dire                | quet-                                                        | ped-                  | pet-                      | *cwid-/pid-          | kwe(t)-                            | KWE(T)-(→PET)                                       | bêth                      | aglâb                                 | ghashn-, pukhl-                         | ?               |
| donna               | nis, inya                                                    | bess                  | din                       | -il, ganu            | ndis, dîs, nis                     | N(D)IS-, 3AN-                                       | kali, anî                 | zhin, zhinûn                          | sharlob, gru (nei dialetti del sud)     | ?               |
| elfo                | elda, quende                                                 | edhel, eledh          | ello, pende               | eld                  | kwende, eldâ (e der. elenâ, eledâ) | ELD-/ELED-/ELEN- derivate da EL "stella", QWEN-     | nimir                     | khatuzh                               | golug                                   | ?               |
| farfalla            | vilvarin (agg. in vilwarind-), wilwarin (agg. in wilwarind-) | gwilwileth            | vilverin                  | gwilwering           | *wilwarindê                        | WIL- "volare"                                       | ?                         | ?                                     | ?                                       | ?               |
| fuoco               | nàr, nàre                                                    | naur                  | nar                       | nar                  | nár, (a)nar                        | NAR-                                                | ?                         | urs, urus                             | ghâsh                                   | rušur, uruš     |
| melodia, canto      | lindë, linda                                                 | lind                  | lindai                    | lind                 | lindâ                              | (G)LIN(D)-, (S)LIN(D)-                              | ?                         | kumath                                | ?                                       | ?               |
| nero                | mor, morë                                                    | myr                   | mori                      | ungor, dunn          | mor(i), dunnâ                      | MOR-, DUN(N)-                                       | dulgî, dâur               | dush, narg/narag, aznân/azanân        | mor, bag, burz(um)                      | ?               |
| pugno               | quár                                                         | paur                  | pár                       | ?                    | kwâra                              | KWAR-                                               | ?                         | mazr                                  | ?                                       | ?               |
| re, signore, nobile | aran, arata, turcil                                          | aran, arphen          | aran, arpen, aráta, aráto | tôr, tára, (t)aig    | târo, kalrô                        | (T)ARA- (Nobile)                                    | ?                         | melhekh, bund, uz, zabad/zubd, uzbad, | ran, goth, durbag                       | ?               |
| popolo, folla       | lië, sanga                                                   | gwaith                | lie                       | ?                    | rimbê, stangâ                      | LI(Ê)-, STAG-                                       | nos                       | ?                                     | hai, brun                               | ?               |
| uomo, sposo         | atan, ner, engwa, firë, hil, weo                             | adan, fair, benn, dîr | ?                         | *nir, benn, ber      | dêr, wegô, khil, berô, besnô       | ATA-, (N)DER-, WEG- "valente, virile", BES- "sposo" | narû                      | 'akh/'akhûn, -ûn,                     | shar(a)                                 | ?               |

## Designazioni del linguaggio

La parola "quenya" scritta in tengwar. Il primo tengwa è un quessë, che va pronunciato /[kw]/, il tehtar posto sopra di esso è un andaith e rappresenta la vocale /[ɛ]/; il secondo tengwa è invece un númen, che si pronuncia /[n]/, il tehtar posto sotto di esso rappresenta il suono /[j]/ mentre "i tre punti" posizionati sopra rappresentano la vocale /[a]/.

La parola quenya (Inizialmente qenya) o altrimenti quendya (nel dialetto vanyarin) è un aggettivo formato dalla radice KWEN- da cui ad esempio anche Quendi ovvero "Elfi". Il significato è quindi affine: "elfico, quendico". Tuttavia lo stesso termine è anche associato alla radice KWET- "parlare". Infatti entrambe le radici provengono dalla radice KWE- da cui KWEN- e KWET erano derivate. Secondo Tolkien i più dotti tra gli Elfi ritenevano che Quendi significasse "coloro che parlano con voci" e secondo Pengolodh quenya significa propriamente "linguaggio, idioma". Comunque entrambe queste ipotesi "interne" al legendarium tolkieniano sono facilmente spiegabili col fatto che nessun'altra lingua elfica utilizzi l'aggettivo "quen(d)ya" per designare una qualunque "lingua elfica". Infatti almeno in teoria il nome completo della lingua sarebbe quen(d)ya lambë, ovvero "Lingua elfica". Tuttavia successivamente il vocabolo quenya venne usato esclusivamente come nome proprio e non più come l'aggettivo derivato da Quendi (elfi). Tuttavia i Noldor non scordarono mai l'etimologia della parola, continuando a vedere la favella elfica come la più nobile tra le lingue e l'unica recante nel suo stesso nome anche il nome della loro razza.
Nel corso della storia interna contenuta nel legendarium tolkieniano, la lingua ebbe molti altri nomi: parmalambë o parmaquesta ("lingua letteraria", intesa più che altro nella sua accezione scritta), tarquesta ("alto idioma", intesa invece come lingua parlata) o noldorin ("l'alta lingua dei Noldor") o ancora "alta lingua dell'Occidente", "alto elfico", "lingua dei Noldor" (Noldorin), "lingua di Valinor" o "valinoreano" ("il linguaggio degli Elfi di Valinor" essendo la lingua originaria di Valinor), "eressëano" o "avalloniano" (poiché molti tra i Noldor dimoravano a Tol Eressëa di Avallónë). Per antonomasia la lingua era chiamata anche eldarin ("favella degli Eldar") o "alto eldarin". Per i Teleri la lingua era goldórin o goldolambë, associando il termine con i Noldor (la traduzione letteraria dovrebbe essere "noldoico" e "noldo-lingua"). L'elfo Gildor si riferisce al quenya come "l'antica lingua". La favella fu ancora denominata "alta lingua dell'Occidente" o "(alto) eldarin" o ancora "alto elfico antico". Dai Númenoreani venne chiamata nimriyê ("lingua nimriana", dal termine dúnedain nimîr con il quale venivano designati gli elfi). Ne Il Signore degli Anelli Frodo gli si riferisce chiamandola "l'antica lingua degli Elfi al di là del Mare" e "il linguaggio dei canti elfici".
Infine vi furono le designazioni esterne al corpus mitologico di Arda che Tolkien adoperò per riferirsi alla lingua: "alto elfico" e "latino elfico" (elven latin). La motivazione per questo secondo epiteto è che con il tempo l'utilizzo della favella elfica si faceva sempre più simile a quello del latino nell'Europa medievale, passando da lingua "franca" a lingua di culto e sapienza.

## Tutela e regolazione della lingua
Come già detto, il quenya è attualmente privo di organismi ufficiali di tutela, studio e diffusione nonostante numerose fonti possano essere considerate più che autorevoli.
Il problema principale nello studio della lingua è che della miriade di testi scritti da Tolkien soltanto una minima parte è stata pubblicata; questo ha portato ad un lavoro di ricostruzione, da parte degli studiosi, di grammatica e lessico che, nonostante ciò, rimangono tuttora incompleti pur essendo la lingua più che efficace e adatta alla comunicazione.
Molti, tra gli studiosi della lingua, hanno nel 1988 partecipato alla fondazione della cosiddetta E.L.F. (Elvish Linguistic Fellowship), un'organizzazione internazionale volta allo studio, alla tutela e alla diffusione dei linguaggi inventati da Tolkien. Al suo fondatore Jorge Quiñónez si sono aggiunti successivamente anche Carl F. Hostetter, attuale direttore nonché autore dell'autorevole rivista Vinyar Tengwar, Christopher Gilson autore della rivista Parma Eldalamberon e Patrick H. Wynne autore insieme ad Hostetter di un giornale on-line conosciuto come Tengwestië.
Su internet il sito Ardalambion, edito da Helge Fauskanger, che è stato tradotto in numerose lingue tra cui anche l'italiano.
Altri noti studiosi sono Edouard Kloczko autore di Lingue elfiche: Enciclopedia illustrata della Terra di Mezzo e di Lingue degli Hobbit, dei Nani e degli Orchi. Enciclopedia illustrata della Terra di Mezzo e Tom Shippey autore di La via per la terra di mezzo e J.R.R Tolkien autore del secolo.

## Fonologia
La fonologia del quenya, come già detto, è basata quasi totalmente su quella latina, italiana, spagnola e greca, nonché finlandese.

### Le vocali e i dittonghi
Il quenya possiede cinque vocali: a, e, i, o e u. Queste possono essere sia brevi (nella loro forma base) sia lunghe. Nella forma allungata prendono l'accento (á, é, í, ó, ú), tuttavia sono considerate lunghe anche se in forma breve ma seguite da un gruppo consonantico. Tolkien ha basato la loro pronuncia interamente su quella spagnola.
Per chiarire la pronuncia, altrimenti difficile a locutori inglesi, Tolkien spesso aggiunge una dieresi su alcune vocali (ë ed ä) a fine parola o all'interno di dittonghi. Il quenya possiede vari dittonghi: ai, au, oi, ui, eu, ei ed iu.

### Le consonanti e i gruppi consonantici
Il quenya possiede 13 o 14 consonanti più la b e la d ritrovabili solo in correlazione rispettivamente con m ed l e con n, r ed l.
Le consonanti si avvicinano più delle vocali ad una pronuncia anglicizzante. A differenza della fonologia italiana, la c e la g in quenya sono esclusivamente dure.
|                       | Labiale | Dentale | Alveolare | Palatale | Velare  | Labio-velare | Glottidale |
| Occlusiva             | p, b    | t, d    | t, d      | ty, dy   | c, k, g | q, qu, gw    |            |
| Nasale                | m       | n       | n         | ny       | ñ       | nw           |            |
| Fricativa o Sibilante | f, v    | th, þ   | s, z      | hy, h, y | h       | hw, w        | h          |
| Laterale              |         |         | hl, l     | ly       |         |              |            |
| Vibrante              |         |         | hr, r     |          |         |              |            |

Vi sono vari gruppi consonantici "prediletti" (nd, rd, ld, mb, ng, qu, x, ht, hw, hl, hr, hy, ry, ny, ly e ty), mentre altri sono possibili (hty, lc, lm, lp, lqu, lt, lv, lw, mn, mp, my, nc, ngw, nqu, nt, nty, nw, ps, pt, rc, rm, rn, rqu, rt, rty, rs, rw, sc, squ, st, sty, sw, ts, tw) ma, a differenza dei primi, si separano nella divisione in sillabe.
Altri gruppi che occasionalmente si formano nella flessione nominale o verbale mutano regolarmente.
Sono possibili solo alcune consonanti doppie: cc, ll, m, nn, pp, rr, ss, tt. A fine parola invece si possono trovare solo le consonanti t, r, l, n ed s.

### L'accento
L'accento può essere acuto o grave. Il primo, chiamato accento maggiore, si ha nei monosillabi, nei bisillabi (sulla prima sillaba) e nei trisillabi (sulla penultima se lunga, sulla terzultima se la penultima è breve, altrimenti sempre sulla terzultima lunga).
Il secondo, chiamato accento minore, si ritrova spesso sulla sillaba precedente l'accento maggiore, altrimenti cade solo sulle parole con più di due sillabe, aventi le ultime due sillabe brevi (in questo caso l'accento cadrà sull'ultima).

## Morfologia
Tolkien basa la morfologia del quenya su quella finnica, traendo spunto soprattutto dalla sua struttura agglutinante.

### L'articolo
In quenya l'articolo determinativo è rappresentato dalla particella i, ed è indeclinabile. Se l'articolo precede un nome iniziante per i viene aggiunta una n all'articolo per questioni di eufonia. Se l'articolo precede un nome al duale assume il significato di "entrambi". Un nome non accompagnato dall'articolo può assumere valore indeterminato.
Esempi: i taurer "le foreste"; in indis "la moglie"; i ciryat "entrambe le navi"; parma "un libro".
Può anche assumere valore relativo (vedi paragrafo: La proposizione relativa)

### I nomi
In quenya i sostantivi si declinano in dieci casi e in quattro numeri.
I casi sono:
- Il nominativo: è usato per esprimere il soggetto e il predicativo del soggetto. Regge anche alcune preposizioni e nel tardo quenya della Terza Era funge anche da complemento oggetto. Il plurale si forma regolarmente aggiungendo -r se il nome termina per vocale, -i se termina per consonante (esempio: I lassi nar laicë "Le foglie sono verdi").[138]
- Il genitivo: esprime principalmente il complemento di specificazione. Regge anche alcune preposizioni. Le desinenze sono -o per il singolare, -ron per il plurale dei sostantivi terminanti per vocale e -ion per il plurale dei sostantivi terminanti per consonante (esempio: Quenta Silmarillion "Il Racconto dei/a proposito dei Silmarilli").[139]
- L'accusativo: è usato per esprimere il complemento oggetto e il predicativo dell'oggetto, si forma allungando la vocale finale del sostantivo, per formare il plurale aggiunge sempre -i.[138]
- Il possessivo: corrisponde principalmente al complemento di specificazione ed esprime soprattutto il possesso attuale, potrebbe essere paragonato al genitivo sassone inglese. Al singolare si forma aggiungendo -va, se il nome termina per vocale, e -wa, se termina per consonante. Al plurale la terminazione è -iva (esempio: coa i nerwa "la casa dell'uomo").[140]
- Il dativo: è usato per esprimere il complemento di termine e di vantaggio e svantaggio. Al singolare si forma aggiungendo -n davanti alle vocali e -en davanti alle consonanti, al plurale la desinenza è -in.[141]
- Il locativo: corrisponde al complemento di stato in luogo. Al singolare si forma aggiungendo -ssë (-essë se il nome termina per consonante), al plurale la desinenza è -ssen.[142]
- L'ablativo: si usa per esprimere il complemento di moto da luogo, si forma aggiungendo -llo al singolare (-ello se il nome termina per consonante) e -llon o -llor al plurale.[143]
- L'allativo: esprime il complemento di moto a luogo. Al singolare si forma aggiungendo -nna, al plurale si aggiunge -nnar.[144]
- Lo strumentale: è usato per esprimere il complemento di modo, il complemento di mezzo, il complemento di strumento, il complemento di agente e il complemento di causa efficiente. Al singolare si forma aggiungendo -nen, al plurale -inen.[145]
- Il dedativo, caso inventato da Tolkien, si forma aggiungendo -s al singolare e -is al plurale, si pensa che venisse utilizzato dall'autore come una sorta di locativo.[146]

Mentre i numeri:
- Il plurale si forma generalmente in due modi: nei nomi terminanti in vocale aggiungendo una r (es. alda "albero" → aldar "alberi"), nei nomi terminanti in consonante una i (es. elen "stella" → eleni "stelle").
- Il duale si forma generalmente aggiungendo -u nei sostantivi terminanti in dentale, indicanti parti del corpo o in -i o -e (-ë) (es. sarat "segno" → saratu "due segni") altrimenti aggiungendo -t/-et.
- Il partitivo si forma generalmente aggiungendo -li (es. lassë "foglia" → lasseli "delle foglie, alcune foglie, un po' di foglie").

### Gli aggettivi
Gli aggettivi in quenya terminano per la maggior parte in -a o in -ë. Si concordano con il sostantivo a cui si riferiscono. Al plurale gli aggettivi terminanti in -a terminano in -ë e gli aggettivi terminanti in -ë terminano in -i.

#### I numeri
- 1 - Minë
- 2 - Atta
- 3 - Neldë
- 4 - Canta
- 5 - Lempë

- 6 - Enquë
- 7 - Otso
- 8 - Tolto
- 9 - Nertë
- 10 - Cainen

- 11 - Minquë
- 12 - Rasta
- 35 - Neldë-lempë
- 94 - Nertë-canta
- 100 - Tuxa

- 106 - Minëcainenenquë
- 1.000 - Húmë
- 1.000.000 - Mindóra

Per i multipli di dieci fino a novanta si aggiunge il suffisso -cainen.
Per i multipli di cento da 200 a 900 si aggiunge il suffisso -tuxa.
I numeri ordinali si formano generalmente aggiungendo -ëa, tuttavia i primi tre e il decimo sono irregolari:
- primo - Minya
- secondo - Tatya
- terzo - Nelya
- decimo - Quainëa

### Gli avverbi
Gli avverbi si formano generalmente aggiungendo -vë all'aggettivo corrispondente, gli aggettivi terminanti in -ë elidono quest'ultima e aggiungono -ivë, quelli terminanti in -n, cambiano la -n in m e aggiungono -bë.

### I pronomi
I pronomi vennero rivisti spesso da Tolkien che li rese per questo involontariamente un problema per gli studi successivi. Tuttavia è ben chiaro che si ritrovino molto più spesso come enclitici che come particelle isolate.
I pronomi personali sono stati ritrovati sia in forma enclitica sia no, tuttavia come già sottolineato la forma enclitica era la forma che Tolkien più prediligeva nonostante esistesse solamente per il soggetto e l'oggetto che Tolkien "attaccava" al verbo. Tolkien distingue una forma breve, una forma media e una forma estesa.
| Persona          | Forma breve | Forma media                | Forma estesa |
| ---------------- | ----------- | -------------------------- | ------------ |
| 1° sing.         | -n          | -në                        | -nyë         |
| 2° sing.         | -t          | /                          | -ccë         |
| 2° sing. (form.) | -l          | -lë                        | -lyë         |
| 3° sing          | -s          | -ro (masch. ),-rë (femm. ) | -ryë         |
| 1° duale         | /           | /                          | -mmë         |
| 1° plur. incl.   | /           | /                          | -lvë         |
| 1° plur. escl.   | /           | /                          | -lmë         |
| 2° plur.         | -l          | -lë                        | -lyë         |
| 3° plur.         | -t          | /                          | -ntë         |

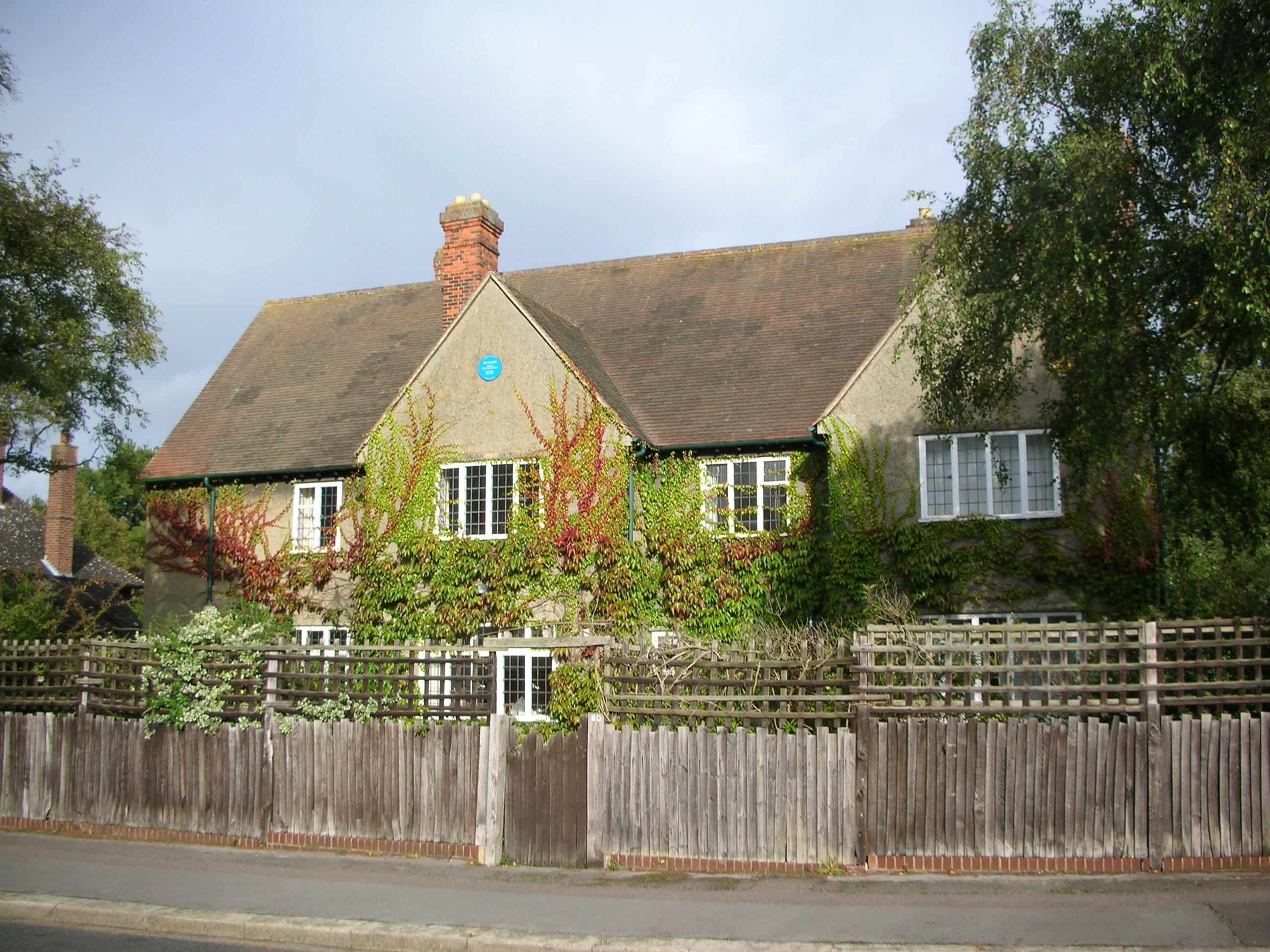
La casa di Tolkien dal 1930 al 1949, in questo periodo il quenya aveva quasi raggiunto la forma attuale.

Anche i pronomi possessivi sono espressi in forma enclitica:
| Possessivo | Traduzione     |
| ---------- | -------------- |
| -nya       | mio            |
| -cca       | tuo            |
| -lya       | tuo (form.)    |
| -rya       | suo/sua        |
| -mma       | di noi due     |
| -lva       | nostro (incl.) |
| -lma       | nostro (escl.) |
| -lya       | vostro         |
| -nta       | loro           |

Tolkien creò per la sua lingua varie altre classi pronominali, tuttavia meno attestate e frequenti.

### I verbi
I verbi in quenya si distinguono in due classi: i verbi radicali, terminanti in consonante, e i verbi derivati, terminanti in -a o -u.
Il quenya distingueva vari tempi (presente, aoristo, passato, perfetto e futuro) e vari modi (indicativo, infinito, participio, imperativo e gerundio).
- Il presente indica un'azione continuativa e si forma generalmente con -a/-ar (pl. ), allungando la vocale centrale della radice. Questo tempo verbale indica un'azione durativa.[159]
- L'aoristo indica un'azione abituale nel presente (a differenza del suo corrispettivo greco) e si forma con -ë/ir (pl. ).[160]
- Il passato indica un'azione svolta nel passato e può essere tradotto con il passato remoto, il passato prossimo o l'imperfetto. Si forma aggiungendo -në/-ner (pl. ) alla radice verbale.[161]
- Il perfetto indica un'azione svolta nel passato e può essere tradotto con il passato prossimo, con il trapassato prossimo o con il trapassato remoto. Si forma con -ië/-ier (pl. ) più l'aumento davanti alla parola (la vocale dell'aumento è uguale alla vocale centrale della parola) e l'allungamento della vocale centrale.[162]
- Il futuro indica un'azione futura. Si forma elidendo la vocale finale della radice e aggiungendo il suffisso -uva/-uvar (pl. ).[160]

|             | Verbi radicali | Verbi radicali | Verbi radicali | Verbi radicali | Verbi derivati | Verbi derivati | Verbi derivati | Verbi derivati |
| Radice      | hir-           | mat-           | cava-          | hauta-         | móta-          | palu-          | allu-          |                |
| Significato | trovare        | mangiare       | scavare        | fermare        | lavorare       | diffondersi    | lavare         |                |
| Presente    | híra           | máta           | cávëa          | hautëa         | mótëa          | pálua          | allua          |                |
| Aoristo     | hirë           | matë           | cava           | hauta          | móta           | palo           | allo           |                |
| Passato     | hirnë          | mantë          | cavanë/ cávë   | hautanë        | mótane         | palunë/ pallë  | allunë         |                |
| Perfetto    | ihirië         | amátië         | acávië         | ahautië        | omótië         | apálië         | allië          |                |
| Futuro      | hiruva         | matuva         | cavuva         | hautuva        | mótuva-        | palúva         | allúva         |                |

Il quenya ha vari verbi irregolari e impersonali.
L'infinito in quenya si forma aggiungendo -a alla radice verbale, i verbi terminanti in -u elidono quest'ultima e aggiungono -o, i verbi radicali aggiungono invece una -ë.
L'infinito serve a specificare o a completare il significato del verbo reggente.
Esistono altre due forme particolari di infinito: l'infinito esteso (introdotto da un pronome personale enclitico oggetto) e l'infinito passivo, utilizzato per esprimere l'infinito in frasi passive, quest'ultimo si formava aggiungendo a- al verbo.
Il participio presente si forma aggiungendo -ala o -la (ai verbi derivati) e allungando la vocale "centrale" della parola.
Da al verbo valore di sostantivo o di aggettivo o può essere utilizzato come verbo di una subordinata.
Il participio passato ha valore di aggettivo, dando ai verbi transitivi valore di participio passivo. Si forma aggiungendo -ina, -na (nei verbi radicali in r, m ed n) e -da nei verbi radicali in -l. Insieme al verbo essere crea la forma passiva.
Il gerundio in quenya ha il valore che in italiano ha l'infinito sostantivato. Si forma aggiungendo al verbo -ië. Il gerundio può declinarsi in genitivo, dativo e strumentale.
L'imperativo si formava anticamente aggiungendo la desinenza -a, tuttavia in seguito si affermò la forma introdotta dalla particella á. L'imperativo negativo si forma con áva.
La forma negativa di un verbo si forma in vari modi: con il verbo um- "non essere" (che è anche la negazione del verbo essere) quando la frase non contiene il complemento oggetto. Altrimenti si utilizza la particella lá.
Il verbo essere si esprime in due modi: con ná (per connettere due nomi o per formare il predicato nominale) o con ëa (esistere, trovarsi, stare, sentirsi).
Entrambi i verbi sono irregolari.
Coniugazione di ná:
- Presente/aoristo: ná (singolare), plurale nar. La vocale si abbrevia nelle forme con pronomi enclitici, oltre che nel plurale.
- Passato: né (singolare), plurale ner. La vocale si abbrevia nelle forme con pronomi enclitici, oltre che al plurale.[172]
- Futuro: nauva (singolare), plurale nauvar.
- L'imperativo è ána.

Coniugazione di ëa:
- Presente/Aoristo: ëa (singolare), plurale ëar.
- Passato: engë (singolare), plurale enger.
- Futuro: ëuva (singolare), plurale ëuvar.
- L'imperativo è ëa.

## Sintassi

### La forma passiva
La forma passiva in quenya è espressa dal verbo ná "essere" più il participio passato del verbo principale. Il complemento d'agente o causa efficiente è invece espresso dallo strumentale.

### L'ottativo
L'ottativo si utilizza per esprimere un desiderio realizzabile, una speranza o un augurio. Si forma con la particella nai e il verbo al futuro.

### Il condizionale
Il condizionale in quenya può essere espresso da varie particelle: írë "quando" quando l'evento è sicuro, mai o ai quando è possibile ma non certo e nai o cé per esprimere dubbio o probabilità.

### La proposizione temporale
Si distingue in anteriore, posteriore e contemporanea:
- quando è anteriore si ricorre al perfetto preceduto da nó "dopo" e il verbo della principale al presente o al passato. Può anche essere espressa dal participio passato;
- quando è posteriore si esprime con epë "prima" ed il verbo nello stesso tempo del verbo principale;
- quando è contemporanea si ricorre al participio presente o al verbo preceduto da írë "quando".

### La proposizione dichiarativa
Si esprime in quenya con sa "che" utilizzabile anche nel discorso indiretto.

### La proposizione relativa
La proposizione relativa può essere espressa o con la particella ya "che, quale ecc." o con l'articolo semplice (es. I Eru i "il Signore Che").

## Sistema di scrittura
Il quenya è scritto dagli Elfi principalmente con le tengwar di Fëanor e in epoca anteriore con le sarati di Rúmil, mentre nel corpus degli scritti di Tolkien è per lo più usato l'alfabeto latino riadattato al sistema fonologico delle lingue elfiche.

## Classificazione
(J.R.R. Tolkien, lettera a W.R. Matthews, 1964.)
Il quenya, essendo una lingua artificiale, non dovrebbe far parte di nessun gruppo linguistico, tuttavia i metodi con i quali Tolkien creò volutamente le sue lingue sembrano aver creato un grande insieme di lingue tra di loro effettivamente imparentate sia per quanto concerne la "storia interna" sia per quella "esterna". Quindi i linguaggi di Arda e più precisamente le lingue elfiche sono generalmente considerate parte di un "piccolo" gruppo linguistico a sua volta compreso nel gruppo delle lingue artistiche e delle lingue artificiali. Inoltre, nonostante Tolkien abbia preso "spunto" da molte altre lingue per creare la fonologia, il lessico ed in parte la grammatica delle sue lingue, il quenya non sembra avere affinità tali da essere inclusa in alcun altro gruppo linguistico realmente esistente.
Generalmente il quenya viene classificato come una lingua flessiva e agglutinante (caratteristiche prese principalmente dal finlandese) con un ordine tipologico relativamente libero ma preferibilmente SVO (caratteristica che condivide con le lingue neo-latine). 
Sopra due tavole che espongono i valori fonetici delle lettere fëanoriane, valori usati in Quenya. Infatti le altre lingue elfiche differiscono, oltre che per la grammatica (che tuttavia contiene poche differenze tra una lingua e l'altra), anche per i suoni associati ad alcune lettere. Inoltre, come si può osservare, le tavole contengono anche qualche nota sulla scrittura e su alcuni valori.

## Corpus dei testi quenya scritti da Tolkien
Tolkien, nel corso della sua vita scrisse decine di opere nelle sue lingue, a volte addirittura adoperando le tengwar, tuttavia di queste opere solo poche sono tuttora pubblicate mentre le altre sono tuttora inesaminate o archiviate in attesa della pubblicazione.

### Namárië, il lamento di Galadriel
Namárië (in quenya "Addio"), comunemente noto come Lamento di Galadriel.

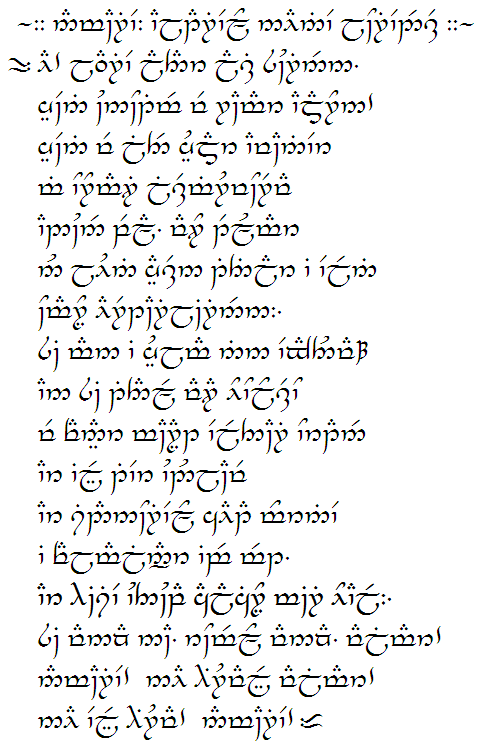
Namárië in lettere tengwar

(J.R.R. Tolkien, La Compagnia dell'Anello, libro II, cap. VIII)

### Il poemaMarkirya

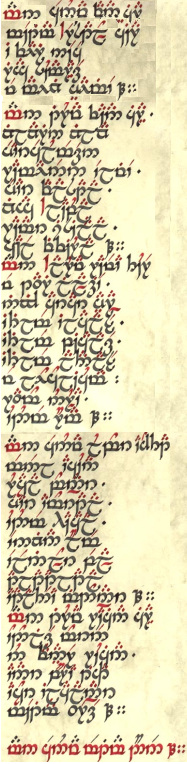
Il poema Markirya in lettere tengwar

Il poema Markirya, noto così dal titolo della sua versione iniziale (in qenya Oilima Markirya ovvero "L'ultima arca"), è in assoluto il testo più lungo in lingua quenya da Tolkien.
(J.R.R. Tolkien, Il medioevo e il fantastico, Un vizio segreto)

### Il canto diFíriel
Scritto nel 1940 in un quenya non ancora maturo, ancora chiamato qenya. Questo testo (cantato da Fíriel, figlia del Re di Gondor Ondoher) è uno dei rari esempi di scritti nel cosiddetto Tardo qenya o quenya quasi maturo.
(J.R.R. Tolkien, The Lost Road and Other Writings, p. 72)

#### Versione del testo in quenya maturo

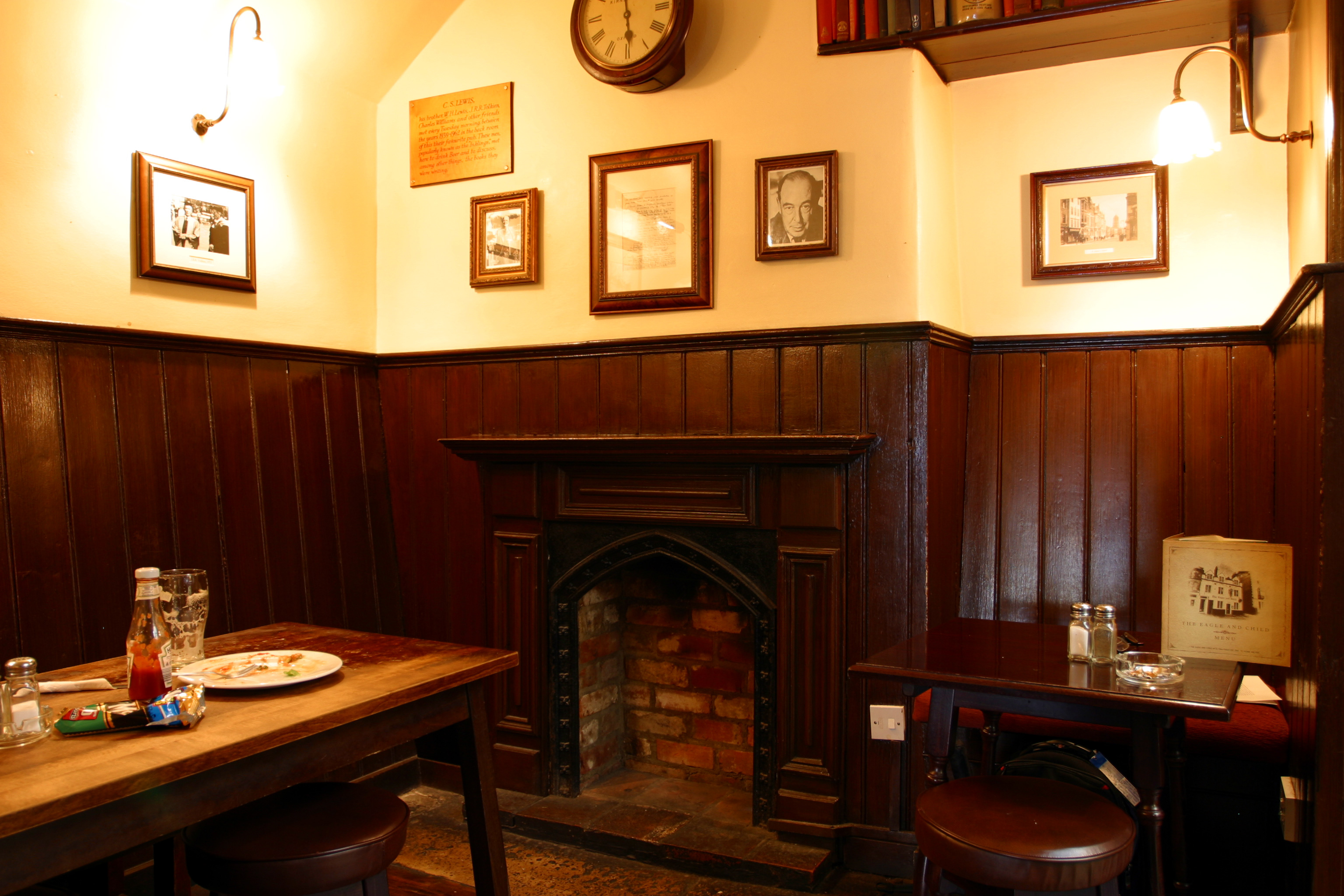
L'interno del pub Eagle and Child, sede degli Inklings, gruppo di discussione letteraria fondato fra gli altri da Tolkien, Lewis, Hugo Dyson e Charles Williams. In questo luogo Tolkien discuteva delle sue opere con gli altri docenti dell'Università di Oxford.

Questa invece è la versione in quenya "maturo" tradotta da Helge Fauskanger.
(Ammodernamento di Helge Fauskanger)

### Altri testi redatti da Tolkien
Tolkien tradusse anche alcune preghiere cattoliche, tra le quali l'Ave Maria, il Padre Nostro, il Sub tuum praesidium e l'apertura del Gloria in excelsis Deo, per la maggior parte scritte negli anni cinquanta.
Inoltre sono molti i frammenti in "qenya" e in "quenya" ritrovati tra i vari manoscritti di Tolkien che mostrano facilmente le grandi differenze tra i vari "stadi" evolutivi del quenya.

#### Aia MariaeÁtaremma

La parola "Arda" scritta in lettere tengwar. Il primo tengwa è un portatore breve sormontato dal tehtar rappresentante la /[a]/, il secondo invece è un Arda rappresentante il suono /[rd]/ seguito di nuovo dal tehtar precedente.

Tolkien scrisse questi due pezzi nei primi anni cinquanta, usando una calligrafia che rimandava a quella anglo-sassone.
(J.R.R Tolkien, Aia Maria (Ave Maria), Vinyar Tengwar 43)
(J.R.R Tolkien, Átaremma (Padre nostro), Vinyar Tengwar 43)

#### Frammenti di altri testi
Tolkien tradusse altre preghiere nei primi anni cinquanta. Furono in seguito ritrovate in forma di manoscritti e pubblicate tra il 2002 e il 2003 sulla rivista Vinyar Tengwar n. 43-44 frammenti del Sub tuum praesidium e del Gloria in excelsis Deo.
(J.R.R Tolkien, Ortírielyanna (Sub tuum praesidium), Vinyar Tengwar 43)
(J.R.R Tolkien, Apertura e chiusura del Gloria in excelsis Deo, Vinyar Tengwar 43)

## Neo-quenya e utilizzi della lingua
Con la morte di Tolkien i testi scritti dall'autore passarono in mano al figlio Christopher, che ebbe il compito di riordinarli al fine di una loro futura pubblicazione. Tuttavia, anche grazie alla trilogia del Signore degli Anelli di Peter Jackson, molti linguisti (per il film, videogiochi o altro) si sono cimentati nell'impresa di ampliare le lingue rimaste incomplete, per agevolarne un eventuale utilizzo futuro. Il risultato di questo lavoro è spesso definito "neo-quenya". Tuttavia va rilevato che una parte degli scritti di Tolkien è tuttora da esaminare, sicché a tutt'oggi vengono regolarmente pubblicate nuove informazioni sulle lingue e sul legendarium tolkieniano.

### Frasi in quenya presenti nei film
Nella trilogia di Peter Jackson i dialoghi in "elfico" sono per lo più in sindarin ma non mancano alcune (sebbene poche) frasi in quenya.
La prima frase in quenya dei film è il saluto di Elrond poco prima della partenza della Compagnia dell'Anello:
(Il Signore degli Anelli - La Compagnia dell'Anello)
In secondo luogo c'è l'incantesimo pronunciato da Saruman per ostacolare la compagnia dell'anello sul passo di Caradhras:
(Il Signore degli Anelli - La Compagnia dell'Anello)
La terza frase è detta da Gandalf davanti alle porte di Moria. Lo stregone dopo aver tentato di aprire il cancello con un incantesimo in sindarin prova nuovamente con il quenya, ottenendo lo stesso risultato. È molto interessante notare la somiglianza tra le frasi, nelle due lingue, che sebbene abbiano un significato leggermente diverso sono comunque molto utili per constatare la somiglianza anche tra il neo-quenya ed il neo-sindarin.
(David Salo, Il Signore degli Anelli - La Compagnia dell'Anello)
(David Salo, testo in sindarin, Il Signore degli Anelli - La Compagnia dell'Anello)
L'ultima "parola" in quenya è pronunciata da Galadriel ad Aragorn alla partenza da Lothlórien, tra le varie parole in Sindarin si sente anche il famoso saluto Námarië! "Addio!".
Nel prologo del primo film appare anche l'incisione sulla lama di Narsil in tengwar: 
(David Salo, Il Signore degli Anelli - La Compagnia dell'Anello)
Invece per il terzo film fu fatta anche l'incisione per Andúril, ovvero la spada forgiata dai frammenti di Narsil per Aragorn. 
Per coerenza con gli scritti di Tolkien, l'iscrizione questa volta è in cirth: 
(David Salo, Il Signore degli Anelli - Il ritorno del re)
Molti sono invece i testi quenya scritti per accompagnare le musiche de Il Signore degli Anelli (trilogia), poi però utilizzati solo in maniera frammentaria da Howard Shore.
(Testo di Philippa Boyens, traduzione in quenya di David Salo, dalla traccia 3.6 "La morte di Boromir" (The Departure of Boromir))
(Testo di Philippa Boyens, traduzione in quenya di David Salo, dalla traccia 3.2 "Caras Galadhon")
(Testo di Philippa Boyens, traduzione in quenya di David Salo, dalla traccia 3.2 “Caras Galadhon)
Nel film Lo Hobbit - Un viaggio inaspettato di quenya c'è solo la preghiera di Radagast il bruno (personaggio nel libro, da cui è tratta la pellicola, solo nominato) nell'atto di liberare il riccio Sebastian dalla maledizione della Nera Ombra diffusasi poco prima nel Bosco Atro.
(David Salo, Lo Hobbit - Un viaggio inaspettato)
Ne Lo Hobbit - La desolazione di Smaug il materiale linguistico in sindarin supera di molto quello in quenya. In particolare solo l'incantesimo pronunciato da Gandalf a Dol Guldur nell'atto di rivelare le forze maligne lì annidate è in questa lingua.
(David Salo, Lo Hobbit - La desolazione di Smaug)

### Scritti di altri autori in neo-quenya
Tra gli autori che, dopo la morte di Tolkien, si sono cimentati nell'impresa di ampliare il quenya o di utilizzarlo per scrivere nuovi testi, vanno ricordati David Salo, Carl F. Hostetter, Vicente Valasco, Ales Bican e Helge Fauskanger. Qui, tra le molte composizioni e traduzioni composte dalla morte di Tolkien ai nostri giorni, se ne trovano alcune che fungano da esempio di come la lingua sia sopravvissuta al suo autore, mutando ma rimanendo sempre fedele a sé stessa.
(Vicente Valasco, prime strofe del Hríveressë)
In questo testo lo scrittore ha deciso di mutare la grafia più comune del quenya, cambiando le c in k, nonostante Tolkien stesso avesse fatto la scelta opposta. La forma marinyallo, "alti saloni, dimora", non è da considerarsi sicura: essendo un vocabolo ricostruito, potrebbe anche essere mardinyallo o oromardi. Infine nurtaina è il participio passato del verbo nurta- "celare" (cfr. nurtalë, "occultamento").
Altri esempi di opere tradotte in neo-quenya sono: il primo e il secondo capitolo della Genesi, l'Apocalisse, i primi cinque capitoli del Vangelo secondo Matteo, l'intero Valaquenta e altri testi tolkieniani e non, alcuni anche traslitterati in tengwar.
(Maciej Garbowski, Poesia dell'Anello)
(Helge Fauskanger, I Yessessë, prime cinque strofe della Genesi)

### Scritti di Tolkien
- J.R.R. Tolkien, Il Signore degli Anelli, a cura di Quirino Principe, traduzione di Vicky Alliata di Villafranca, introduzione di Elémire Zolla, 13ª ed., Milano, Rusconi, 1984, ISBN 88-18-12321-1.
- J.R.R. Tolkien, Il Silmarillion, a cura di Christopher Tolkien, traduzione di Francesco Saba Sardi, illustrazioni di T. Nasmith, Milano, Bompiani, 2005, ISBN 88-452-5654-5.
- J.R.R. Tolkien, Racconti incompiuti, a cura di Christopher Tolkien, traduzione di F. Saba Sardi, Bompiani, 2003, ISBN 88-452-9131-6.
- J.R.R. Tolkien, La realtà in trasparenza, a cura di Christopher Tolkien, Humphrey Carpenter, Bompiani, 2002, ISBN 88-452-9130-8.
- J.R.R. Tolkien, Il Medioevo e il fantastico, Bompiani, 2003, ISBN 88-452-5489-5.
- (EN) J.R.R. Tolkien e Christopher Tolkien, The Lost Road and Other Writings, HarperCollins, 2002, ISBN 0-261-10225-7.
- (EN) J.R.R. Tolkien e Christopher Tolkien, The Treason of Isengard, HarperCollins, 2002, ISBN 0-261-10220-6.
- (EN) J.R.R. Tolkien e Christopher Tolkien, Sauron Defeated, HarperCollins, 2002, ISBN 0-261-10305-9.
- (EN) J.R.R. Tolkien e Christopher Tolkien, The War of the Jewels, HarperCollins, 2002, ISBN 0-261-10324-5.
- (EN) J.R.R. Tolkien e Christopher Tolkien, The Peoples of Middle-earth, HarperCollins, 1997, ISBN 0-261-10348-2.

### Scritti di altri autori
- Edouard Kloczko, Lingue elfiche: Enciclopedia illustrata della Terra di Mezzo, Roma, Tre Editori, 2002, ISBN 88-86755-45-7.
- Tom Shippey, La via per la Terra di Mezzo, Genova-Milano, Marietti, 2005, ISBN 978-88-211-8558-8.
- Tom Shippey, J.R.R Tolkien autore del secolo, Milano, Simonelli, 2004, ISBN 978-88-86792-71-4.
- Helge Kåre Fauskanger; Gianluca Comastri, Corso quenya, su ardalambion.immaginario.net.
- (FR)  Edouard Kloczko, Le Haut-Elfique pour les débutants. Méthode pour comprendre facilement la langue quenya de Tolkien, Paris, Pocket, 2015 [2012], ISBN 978-2-266-26050-3
- (FR)  Nicolas Barthélémy, Laurië Quettar. Les Mots d'Or Elfiques. Apprendre le Quenya de Tolkien (Livre 1 de 2 de la série: "Apprendre et découvrir l'univers Elfique de Tolkien"), Independently published, 2024, ISBN 979-8344568584

### Periodici specializzati
- (EN)  Christopher Gilson, Parma Eldalamberon
- (EN)  Carl F. Hostetter, Vinyar Tengwar